# Готье III Бризбар

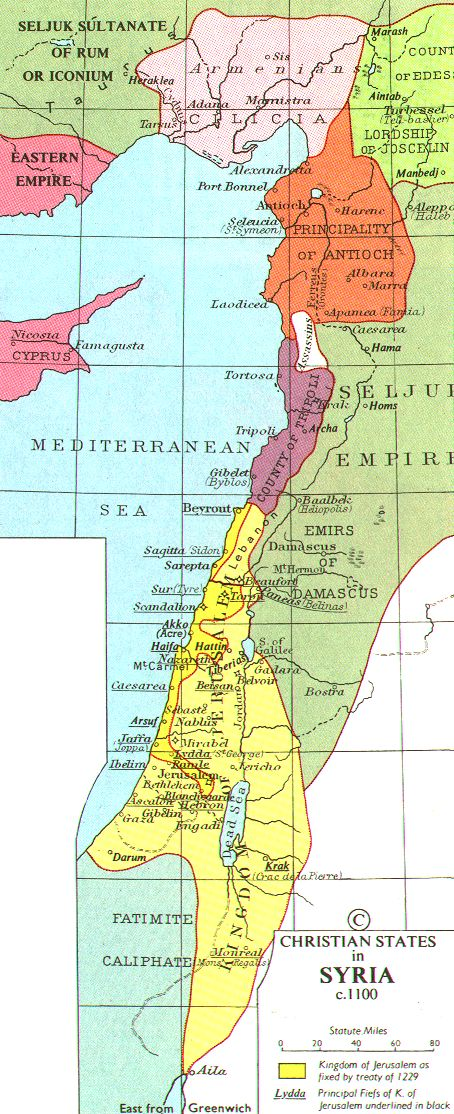
Государства крестоносцев в XII веке

Готье III Бризбар (фр. Gautier III Brisebarre; ум. после октября 1179) — сеньор Бейрута и Бланшгарда.
Старший сын Ги II Бризбара и его жены Марии. Наследовал отцу между 1156 и 1164 годами.
В 1166 году продал Бейрут королю Иерусалима Амальрику I. По одной из версий, был вынужден это сделать после того, как вместе с братьями Ги и Бернаром попал в плен к сарацинам, и потребовались деньги на выкуп. Архивная копия от 10 ноября 2018 на Wayback Machine По другим данным, деньги нужны были на выкуп матери. Жан д’Ибелен утверждает, что Амальрик I запретил одалживать Готье деньги, чтобы вынудить его продать свою сеньорию. Архивная копия от 21 декабря 2019 на Wayback Machine Он получил взамен замок Бланшгард.

## Семья
Первая жена — Елена де Милли (ум. до 18 ноября 1168), дочь и наследница Филиппа де Милли, сеньора Монреаля (Трансиордании).  От неё дочь:
- Беатрикс (умерла между 1168 и 1173), наследница Монреаля.

Готье III с 1165 (год вступления тестя в орден тамплиеров) до 1168/1173 года по правам жены и дочери носил титул сеньора Монреаля. После смерти Беатрикс права на сеньорию перешли к Стефании — другой дочери Филиппа де Мийли, жене Миля де Планси.
Вторая жена — Агнес, дочь Эльвис Тивериадской. От неё дети:
- Бермонда
- Жиль, сеньор Бланшгарда
- Маргарета
- Эскива
- Ораблия.